# 加藤正人 (ゲームクリエイター)
加藤 正人（かとう まさと、1963年3月28日 - ）は、日本のゲームクリエイター、ゲームシナリオライター。グリー所属。

## 概要
大学卒業後、一年ほどガイナックスにてアニメーターとして活動。テクモ（後のコーエーテクモゲームス）のファミリーコンピュータ版『キャプテン翼』や『忍者龍剣伝』のグラフィック、ガイナックスのパソコンゲーム『プリンセスメーカー2』や『ふしぎの海のナディア』の企画、演出、グラフィックとして製作に携わった。
スクウェア（後のスクウェア・エニックス）に所属してのちは『クロノ・トリガー』、『ラジカル・ドリーマーズ』、『ゼノギアス』、『クロノ・クロス』など多くのタイトルで演出やシナリオを担当した。
2002年にスクウェアを退職、フリーランスのシナリオライターとなってからはシナリオ原案のみの仕事が多いが、スクウェア時代の同期である本根康之から依頼を受けた『バテン・カイトス』では脚本も手がけている。また、テクモ時代の上司で『風来のシレン』のシナリオライターでもある冨江慎一郎とのつながりから、チュンソフトの作品でもシナリオを担当するようになる。趣味はスキューバダイビング。
『ファイナルファンタジーVII』で劇中廃人になった主人公クラウドが「百億の 鏡のかけら 小さな灯火 とらわれた 天使の歌声 ゼノギアス」と呟くシーンがあるが、クラウドが廃人になっている村、ライフ・ストリームに落ちたシーン、決戦前夜などの脚本、演出を担当をしたのは当時平行して『ゼノギアス』の企画を進行していた加藤正人であった。
スクウェア退職後、長くフリーで活動していたが、2015年現在はグリーに所属。セガネットワークス退社後グリーに入社した高大輔と共に新作『アナザーエデン』の制作に携わっている。
アナザーエデン 時空を超える猫リリース以降は加藤正人氏の所属名表記が「Wright Flyer Studios」（WFS (企業)）に変化している。

## 製作に関わった主な作品リスト

### テレビゲーム
- キャプテン翼（1988年）（ファミリーコンピュータ）：グラフィック
- 忍者龍剣伝（1988年）（ファミリーコンピュータ）：グラフィック
- 忍者龍剣伝II〜暗黒の邪神剣〜（1990年）（ファミリーコンピュータ）シナリオ・グラフィック・ムービーパートのディレクション
- 忍者龍剣伝III〜黄泉の方舟〜（1991年）（ファミリーコンピュータ）：アクション・パートのディレクション
- ふしぎの海のナディア（PC9801）：企画・演出・グラフィック
- プリンセスメーカー2 （1993年）（PC9801）：企画・演出・グラフィック
- クロノ・トリガー（1995年）（スーパーファミコン）: ストーリープラン(企画・演出・メインシナリオ)
- ラジカル・ドリーマーズ -盗めない宝石-（1996年）（サテラビュー）: 監督・脚本・企画・演出
- ファイナルファンタジーVII（1997年）（PlayStation）: 企画・演出（ヘルプとしての飛び入り参加）
- ゼノギアス（1998年）（PlayStation）: 企画・演出・ED作詞
- クロノ・トリガー（1999年）（PlayStation）: 監修
- クロノ・クロス（1999年）（PlayStation）: 監督・脚本・企画・演出・OPコンテ・ムービーコンテ
- ファイナルファンタジーXI（2002年）: シナリオ監修・世界設定・OP歌詞
- ファイナルファンタジーXI ジラートの幻影（2003年）：シナリオ監修
- バテン・カイトス 終わらない翼と失われた海（2003年）: 脚本
- 金色のコルダ（2003年）: シナリオスーパー・バイザー
- ディープラビリンス（2004年）（モバイルゲーム）: シナリオ原案
- ホームランド（2005年）（ニンテンドー ゲームキューブ）: シナリオ（分岐するストーリーを他スタッフと分担）
- ディープラビリンス（2006年）（ニンテンドーDS）: 監修・シナリオ原案
- 聖剣伝説DS CHILDREN of MANA（2006年）（ニンテンドーDS）: シナリオ原案
- 聖剣伝説4（2006年）（PlayStation 2）: シナリオ原案
- 聖剣伝説 HEROES of MANA（2007年）（ニンテンドーDS）: シナリオ原案
- 不思議のダンジョン 風来のシレン3 からくり屋敷の眠り姫（2008年）（Wii）: シナリオ
- ワールド・デストラクション（2008年）（ニンテンドーDS）: シナリオデザイン(シナリオ原案)・キャラクタークリエイト(トッピー)
- クロノ・トリガー（2008年）（ニンテンドーDS）: ストーリープラン・監修
- ファイナルファンタジーXI 追加シナリオ「石の見る夢」「戦慄！モグ祭りの夜」「シャントット帝国の陰謀」（2009年）: シナリオ
- 不思議のダンジョン 風来のシレン4 神の眼と悪魔のヘソ（2010年）（ニンテンドーDS）: シナリオ
- エルアーク 追加シナリオ「PhantomBlue」（2010年）（モバイルゲーム）: シナリオ
- 不思議のダンジョン 風来のシレン5 フォーチュンタワーと運命のダイス（2010年）（ニンテンドーDS）： シナリオ
- NINJA GAIDEN 3（2012年）（PlayStation 3、Xbox 360）： シナリオ原案
- NINJA GAIDEN 3 Razor's Edge（2012年）（Wii U、PlayStation 3、Xbox 360）： シナリオ原案
- レジェンド オブ レガシー（2015年）（ニンテンドー3DS）： テキストディレクション
- アナザーエデン（2017年）（モバイルゲーム）： シナリオ・演出

### その他
- Kirite（2005年）（光田康典のオリジナルアルバム）： 付属ブックレットのシナリオ